# Hedyotis reinwardtii
Hedyotis reinwardtii är en måreväxtart som beskrevs av Reinier Cornelis Bakhuizen van den Brink. Hedyotis reinwardtii ingår i släktet Hedyotis och familjen måreväxter.
Artens utbredningsområde är Java. Inga underarter finns listade i Catalogue of Life.